# 손보미
손보미(孫寶渼, 1980년 ~ )는 대한민국의  소설가이다. 서울특별시에서 태어났으며 32세에 동아일보 신춘문예에 《담요》가 당선되어 등단하였다. 등단한 이후 꾸준히 단편 소설과 에세이, 그리고 장편 소설을 쓰며 작가로 활동하고 있다. 2013년 출간한 첫 소설집 ‘그들에게 린디합을’(문학동네)은 6쇄를 찍었고, 2017년 첫 장편 소설 '디어 랄프 로렌'을 선보였다. 2011년 데뷔 직후부터 2012 문학동네 젊은작가상 대상, 2013 한국일보문학상 등을 수상하며 단번에 한국 문학의 기대주로 떠올랐다. “소설가란 굉장히 좋은 망원경을 갖고 낯선 행성의 타인을 관찰하는 우주인”라고 생각한다는 그녀는 "'매우' '멀리' 존재하는 세계를, 그리고 그 세계를 살아가는 사람들의 얼굴을 단 한번이라도 제대로 보게 되기를" 바란다.

## 생애

### 등단까지의 과정
손보미는 정작 스스로를 “평범한 사람”이라 정의한다. “습작 시절부터 1인칭 소설을 잘 안 썼다. 스스로의 경험을 소설화할 만큼 특별한 경험이나 특이한 삶의 이력 같은 게 없으니.” 단지 많이 읽고, 많이 봤다. 어릴 적부터 지구공동체설 등을 다룬 미스터리 문고를 섭렵했고, 고등학생 때는 시미즈 레이코의 <달의 아이> 등을 탐독하며 만화 스토리작가를 꿈꿨고, 국문과에 진학해선 국내외 작가들의 소설을, 방황하던 이십대 중후반에는 무수한 영화와 미국 드라마들을 봤다. “너무 평범해 작가가 된다는 생각은 하지 못했던” 그녀는 국문과의 글 쓰는 분위기에 익숙해져 창작 동아리에 들어갔고, 습작을 시작했다. 대학원에 진학해 앞날을 고민하던 시절, “정면 돌파를 해야겠다”는 생각으로 응모한 두 번째 신춘문예에 당선되는 결과를 얻었다.
"소설을 쓰고 싶어 국문과에 간 건 아니었어요. 읽는 걸 좋아해서 친구 따라 소설 쓰기 학회에 간 적이 있는데 특별히 잘 쓴다는 소리를 듣지는 못했죠. 2009년에 소설을 발표하고 긴 슬럼프를 겪었는데, 오래 전에 쓴 '담요'라는 제일 좋아했던 소설을 한 달 내내 고쳐서 투고를 했어요. 그게 2011년 신춘문예에 당선이 된 거죠. 스스로가 프로의식을 가지고, 소설을 쓸 원동력을 그때 얻었어요."

### 젊은작가상 최다 수상자
손보미는 소설가 이장욱과 더불어 문학동네에서 주관하는 '젊은작가상'의 최다 수상자이다. 손보미는 2012년 대상을 수상한 후로 2015년까지 4년간 연속으로 수상했다. 젊은작가상은 한 해 동안 계간지, 월간지, 웹진을 포함한 국내 문예지에 발표되었거나 문예지 발표 없이 단행본으로 출간된 단편들 중 등단 10년 이내 작가들이 쓴 것만을 심사 대상으로 하는 문학상이다. 이는 더 다양한 작가들을 조명하여 문학계를 더욱 풍요롭게 하고, 젊은 작가들을 널리 알리자는 취지에서 2010년 제정됐다.

## 문학 세계

### 번역체의 문장과 소설 속 등장하는 실존 이름들
추리소설과 미국드라마, SF소설 등 다양한 장르물의 세례를 받은 손보미의 작품 속 공간에서는 시대성이나 공간성이 모호하다. 번역투 문장의 의도적인 구사나 외국인 인물의 잦은 등장이 효과적인 도구로 활용된다. 작가는 시대성과 공간성을 거세한 공간 위에 인물들을 마치 틀린 철자법처럼 배치하고는 이들 사이의 불편하고 고통스러운 어긋남을 드러내는 데 주력한다.
그러나, 그녀가 구현해내는 세계는 지극히 사실적으로 기술되고, 기묘한 현실감을 준다. 그녀는 독자들이 “어디까지가 진짜이고 어디까지가 가짜인지” 모를 혼란을 겪도록 만든다. 그녀는 작고한 감독과 그의 유작을 둘러싼 이야기를 담은 <그들에게 린디합을>에서 “길 감독과 임안나를 실존하는 인물이라고 생각하고” 글을 썼다. 자신의 이름인 손보미를 영화기자로 등장시키고, 실제 같은 기사문과 평론, 인터뷰를 서사 안팎에 배치했다. “한편의 소설같이 쓰인 인터뷰를 본 적 있다. 소설도 이렇게 기사문처럼 쓸 수 있겠다 싶었다.” 동시에 그녀는, 망원경과 인물 사이의 간격처럼 인물의 속내에 쉽게 접근하지 않고 거리감을 유지한다. “거리를 두고 봤을 때 볼 수 있는 게 더 많기 때문”이다. 심리묘사보다 행동을 서술하며 서사를 전개하는 방법론은 영미권 문학과도 맥을 같이한다. “최소한의 단어와 행동으로 상황을 보여주는 미니멀리즘”은 어니스트 헤밍웨이에게서 배웠고, 사건 위주의 전개는 레이먼드 챈들러와 존 치버에게서 영향을 받았다.
손보미의 가장 최근 작인 <디어 랄프 로렌>에서도 외국 인명과 외래어를 즐겨 쓰고 번역소설을 연상시키는 작가 특유의 스타일은 여전하다. 건조한 문체에, 랄프 로렌의 '생전' 언론 기사 등 사실이라고 믿을 만한 장치들을 곳곳에 배치한다. 이 소설에 죽었다고 나오는 랄프 로렌은 실제로는 아직 생존해 있다. 소설 속 등장인물인 지도교수 미츠오 기쿠는 일본계 미국인 물리학자 미치오 카쿠(加來道雄)에게서 이름을 빌려왔고 ,섀넌 헤이스는 논픽션 작가 빌 헤이스의 누나 이름이다.

### 평행 우주
손보미의 작품들에서 놓치지 말아야 할 것은 작품들을 잇는 평행 우주다. <담요>에서 장의 죽은 아들은 <애드벌룬>에서 살아남아 자신의 이야기를 풀어가고, 장이 담요를 건네준 젊은 부부는 <산책>에서는 주인공으로 등장한다. <그들에게 린디합을>에 나오는 영화 <달콤한 잠>은 <달콤한 잠-팽 이야기>라는 부제를 달고 단편으로 쓰였다. 독립적인 단편들 사이에서 이어지는 리듬은 다른 의미를 지닌 타로카드들이 모여 하나의 이야기를 펼쳐내는 것처럼 그녀의 작품세계를 확장시킨다. 그녀는 “망원경으로 본 사람들을 한 마을에 모아” 작품 사이 다리를 놓고 안과 밖의 경계를 모호하게 흐린다. <담요>로 시작해 <애드벌룬>으로 끝나는 책의 구성은 평행 우주를 열고 닫는 형태다. “세계관을 잘 보여줄 수 있게 배치했다. 책을 덮을 때 한 마을에 살고 있는 사람들의 이야기로 느껴졌으면 했다”고 말한다. “잠깐 등장하는 인물이라도 그들에게는 각자의 삶이 있다”는 사실을 그녀는 잊지 않는다.
"평행 우주가 있다면 다른 우주에서는 랄프 로렌이 그런 삶을 살았고 다른 인물들도 실제로 존재한다고 독자들이 생각하면 좋겠어요. 소설은 기본적으로 허구의 세계지만 소설 속 인물이 아닌 실제 인물의 삶으로 읽었으면 해요. 기사 같은 장치에 그런 효과가 있는 것 같아요."

### 결정적 진술의 중단, 불가해성
손보미는 소설에서 표면적 사실을 설명할 뿐 진실에 대해서는 입을 닫는다. '그들에게 린디합'은 책에 실린 9개의 단편 중 작가의 세계가 가장 압축적으로 제시된 작품이다.  이 소설은 ‘린디합’이라는 스윙 댄스에 대한 인용문으로 시작하는 보르헤스 풍의 단편에는 가짜 인터뷰와 주석, 기사 등이 어지럽게 얽혀 있다. 심지어 주인공인 길광용을 인터뷰하는 ‘손보미’라는 소설가가 등장하고, 정성일 평론가를 연상시키는 성일정의 글이 제시된다. 하지만 정작 이 소설이 찾아나가는 진실에 대해서 밝혀지려고 하는 결정적인 순간 작가는 진술을 중단함으로써 세계를 완전히 이해하기란 불가능하다는 점을 상기시킨다. 여기에는 불가해한 세계를 돌파하기 위한 소설가의 근원적 고민이 담겨 있다.  손보미는 이해되지 않는 세계를 쓰고, 또 쓰고, 독자는 그것을 읽는 행위를 통해서 심연 같은 우주를 가까스로 짊어질 수 있게 된다.
2012년 제 3회 문학동네 젊은작가상에서 대상을 수상한 '폭우'는 남편이 실명 위기에 처한 부부와 아들과의 거리를 좁힐 수 없는 또 다른 부부가 등장한다. 두 부부는 부서져 가는 삶을 나름대로 동여매며 살지만 이러한 '봉합에도 한계가 있다.  그동안 정작 해야 할 얘기 앞에서는 침묵하던 부부는 '폭우'가 내리는 순간 서로의 진심을 보인다. 하지만 손보미는 그 이후의 장면을 보여주지 않고 평온한 레스토랑의 장면으로 갑작스럽게 점프해버린다.  이 또한 위와 같이 소설 속 세계를 이해하는 것을 보류하면서 새로운 가능성을 열어 둔다. 사건의 진실, 타인의 진심은 결코 100% 해독될 수 없다. 하지만 해독되지 않는다고 해서 무의미한 것은 아니다. 진실과 진심에 가닿으려는 노력은 매번 미끄러지고 어긋나지만 문을 두드리는 행위 그 자체만으로도 우리 삶은 전과 후로 극명하게 나뉜다.

### 낭만적인 사랑의 허상
흔히 사랑을 고귀하고 완벽한 것으로 보는 견해가 대다수이다. 하지만 불완전한 인간이 하고, 느끼는 사랑이 과연 얼마나 완벽할 수 있는 것인가? 부부 관계는 손보미의 단골 소재로 그녀의 작품 '여자들의 세상'과 '과학자의 사랑'에서는 자신들이 구성한 완벽한 사랑의 세계에서 문득 미묘한 균열이 발생하면서 방황하게 되는 두 남자가 등장한다. 아내의 불륜을 의심하지만 사실 자신이 불륜을 저지른 남자('여자들의 세상')와 가정부가 자기를 유혹했다고 오해해 연서(戀書)를 보내다가 아내에게 버림받는 천재 과학자가 그들이다.  '여자들의 세상'에서는 남편이 아내를 의심하기 시작한 것도, 대학 동기가 자신을 유혹했다고 생각한 것도, 사실 전부 남자 자신이 가지고 있던 욕망이 투사된 것이다. 하지만 그는 자신의 탓이 아닌 남의 탓을 하며 자기합리화를 통해 자신을 보호한다. 그래서 그가 소설 마지막에 자신이 추구하는 영원하고 신성한 사랑의 세계를 방해할 수 있는 것은 아무것도 없다며 “사랑은 시온 산이 요동치 아니하고 영원히 있음 같도다.”라는 성경의 구절을 인용하며 사랑을 다짐하는 장면은 우리에게 시니컬한 웃음을 선사한다. 또한, '과학자의 사랑'에서도 끝까지 자신의 감정을 알아차리지 못한 채로, 가정부에게 유혹당했다고 믿었던 과학자 고든 굴드는 아내에게 버림 받은 후 가정부의 호의로 삶을 회복해나가며 자신의 마지막 연구를 바친다. 이처럼 손보미의 작품은 낭만적인 사랑을 그리기보다, 침략당하기 쉬운 불완전한 사랑을 그려내면서 낭만적 사랑의 허상을 보여줬다.

## 배우자
손보미는 2013년 겨울, 소설가 김종옥과 결혼했다. 두 사람은 경희대학교 국어국문학과 선후배 사이이다. 손보미는 김종옥을 대학교 2학년 때 문학 동아리에서 처음 알게 되었고, 김종옥은 그녀가 쓴 습작에 대해 거의 유일하게 잘 썼다고 칭찬한 선배였다. 손보미가 대학 3학년 무렵 소설 쓰기를 포기하려고 할 때 설득하며 가까워지게 됐다. 결혼 전까지 이별과 만남을 반복했지만, 그 속에서도 소설쓰기를 지속했다. 결혼 전이었던 2013년 제4회 문학동네 젊은작가상에서는 오랜 연인이었던 두 사람 모두 수상의 영예를 얻었다. 배우자 김종옥은 《거리의 마술사》로 대상을 수상했고, 손보미도 《과학자의 사랑》으로 수상했다. 문단에서 이들의 사이가 알려지며 화제가 되기도 됐다. 그들은 “소설쓰기는 오롯이 작가 혼자 책임을 져야 하는 일이다. 부부지만 소설을 쓸 때는 서로 관여하지 않는다.”라고 말하며 서로의 세계를 존중하는 모습을 보였다.

## 학력 및 경력
- 경희대학교 국어국문학과 학사/석사 졸업, 동대학원 박사 수료
- 경희대학교 교양 강사

## 작품

### 단편집
- 2013년 《그들에게 린디합을》 (문학동네)
  - 담요 / 폭우 / 침묵 / 그들에게 린디합을 / 여자들의 세상 / 육 인용 식탁 / 과학자의 사랑 / 달콤한 잠 ㅡ 팽 이야기 / 애드벌룬

### 단편 발표집
- 《침묵》 - 2009년 '21세기 문학' [여름] 통권 45호

- 《담요》 - 2011년 '신춘문예 당선소설집' (한국소설가협회)
- 《피코트》 2011년 '신춘문예 당선자 새소설' (문학나무)
- 《그들에게 린디합을》 - 2011년 '현대문학' 4월호, 2012년 '신예 작가' (한국소설가협회), 2012년 '젊은 소설' (문학나무), 2013년 '그들에게 린디합을' (문학동네)
- 《육 인용 식탁》 - 2011년 '문장 웹진' 8월호, 2012년 '제2회 웹진문지문학상 이달의 소설' (문학과지성사)
- 《폭우》 - 2011년 계간 ‘문학동네’ [가을] 통권 68호, 2012년 '제2회 젊은작가상 수상작품집' (문학동네), 2013년 '그들에게 린디합을' (문학동네)
- 《달콤한 잠 ㅡ 팽 이야기》 - 2011년 '21세기 문학' [겨울] 통권 55호
- 《여자들의 세상》 - 2011년 '문학들' [겨울] 통권 26호, 2013년 '제3회 웹진문지문학상 이달의 소설' (문학과지성사)
- 《과학자의 사랑》 - 2012년 '현대문학' 6월호, 2013년 '제4회 젊은작가상 수상작품집' (문학동네)
- 《애드벌룬》 - 2012년 '세계의문학' [가을] 통권 145호, 2013년 '젊은 소설' (문학나무), 2013년 '신예 작가' (한국소설가협회), 아시아 2013년 'ASIA' 통권 28호
- 《대관람차》 - 2013년 계간 '창작과 비평' [봄] 통권 159호
- 《고양이의 보은》 - 2013년 계간 '문학동네' [여름] 통권 75호
- 《언포게터블Unforgettable》 - 2014년 'The Closet Novel' (문학과지성사)
- 《고귀한 혈통》 - 2014년 '키스와 바나나' (한겨레출판사)
- 《임시교사》 - 2014년 계간 '문학동네' [겨울] 통권 81호, 2015년 '제6회 젊은작가상 수상작품집' (문학동네), 2015년 '제15회 황순원문학상 수상작품집' (중앙북스), 2015년 '제5회 문지문학상 이달의 소설' (문학과지성사)

### 장편집
- 2017년 《디어 랄프 로렌》 (문학동네)
  - 2015년 계간 '문학동네' [여름] 통권 83호, 2015년 계간 '문학동네' [가을] 통권 84호, 2015년 계간 '문학동네' [겨울] 통권 85호, 2016년 계간 '문학동네' [봄] 통권 86호

## 수상
- 2009년 21세기문학 단편소설 부문 신인상,  단편 소설 《침묵》
- 2011년 동아일보 신춘문예 단편소설 부문, 단편 소설 《담요》
- 2012년 제3회 문학동네 젊은작가상 대상, 단편 소설 《폭우》
- 2013년 제4회 문학동네 젊은작가상, 단편 소설 《과학자의 사랑》
- 2013년 제46회 한국일보문학상, 단편 소설 《산책》
- 2014년 제21회 김준성문학상, 소설집 《그들에게 린디합을》
- 2014년 제5회 문학동네 젊은작가상,  단편 소설 《산책》
- 2015년 제6회 문학동네 젊은작가상, 단편 소설 《임시교사》
- 2017년 제25회 대산문학상, 《디어 랄프 로렌》[13]

## 참고 문헌
- 손보미, 《그들에게 린디합을》, 문학동네, 2013
- 손보미, 《디어 랄프 로렌》, 문학동네, 2017
- 손보미, 《우아한 밤과 고양이들》, 문학과지성사, 2018